# Changyou.com
Changyou.com ltd est une société chinoise de développement et d'exploitation de jeux vidéo en ligne massivement multijoueur fondée en 2007. À l'origine une division interne de la société internet chinoise Sohu, Changyou fait scission et entre en bourse en 2009.
En janvier 2020, Sohu annonce l'acquisition d'une participation majoritaire dans Changyou.com pour 579 millions de dollars
Certains de ses jeux tirent des revenus de la vente de biens virtuels.

## Jeu développés et/ou exploités
- Blade Hero 2
- Blade Online
- Blade Wars
- Da Hua Shui Hu
- Darkblood
- Dou Po Cang Qiong
- Dragon Oath
- Duke of Mount Deer
- Legend of Ancient World
- San Jie Qi Yuan
- Shadowbane
- Tao Yuan
- Tian Long Ba Bu
- Xuan Yuan Jian Six
- Zentia
- Zhong Hua Ying Xiong